# Vacances (film, 1938)
Cet article concerne le remake du film homonyme d’E.H. Griffith. Pour le film de Griffith, voir Holiday (film, 1930). Pour les autres significations, voir Holiday.
Pour plus de détails, voir Fiche technique et Distribution.
Vacances (Holiday) est un film américain réalisé par George Cukor, sorti en 1938.
Il s’agit d'un remake d’un long-métrage de la Pathé sorti huit ans auparavant, Holiday.

## Synopsis
Sur les pistes de ski de Lake Placid, Julia Seton rencontre l’élégant Johnny Case, un jeune homme insouciant et spirituel. C’est le coup de foudre et Julia veut présenter Johnny à son père après les vacances. De condition modeste, Johnny était loin de s’imaginer que Julia est la fille du richissime banquier Edward Seton et la rencontre avec le père se passe plutôt mal. Par contre, Johnny trouve en la personne du frère et de la sœur de Julia, Ned et Linda, de précieux alliés. Linda la « rebelle » de la maison, apprécie en particulier le côté rêveur et désintéressé du jeune homme. La seule ambition de Johnny est non pas l’argent mais voyager et découvrir le monde, en somme vivre sa vie comme de grandes vacances, ce qui séduit Linda, trouvant cette vision nettement plus enrichissante que celle de la haute société new-yorkaise. 
Face à la détermination de Julia, le père cède et les fiançailles sont annoncées à condition que Johnny se consacre au métier de la banque. Mais Johnny propose à Julia de partir plutôt en Europe avec des amis. Celle-ci refuse, ne voulant pas quitter sa vie mondaine. 
Le soir des fiançailles, Johnny a disparu. Il a choisi de partir avec ses amis à bord d’un paquebot. Linda est sur le bateau également, déterminée à déclarer son amour à Johnny et à tout quitter pour le suivre. Le paquebot lève l'ancre, avec à bord les deux amoureux décidés à faire leur chemin ensemble.

## Anecdote
Vers 55 min, une réception est donnée dans une joyeuse ambiance à l'occasion des fiançailles de Johnny et Julia et du réveillon du nouvel an. Un groupe d'amis salue l'arrivée d'un couple de cousins de la famille Seton avec un salut bras tendu à l'horizontale pour un des invités à gauche, et plus ou moins à l'horizontale pour les autres. Puis tous les bras se lèvent, rappelant le Salut fasciste, voire nazi. Le couple de cousins arrivant trouve cette façon de recevoir particulièrement pittoresque,, . Peu après une discussion sur la bourse (Johnny a fait une bonne affaire à Wall Street), le commentaire est :  On pourrait doubler vos gains à condition d'avoir le bon gouvernement. - Le bon gouvernement comme dans quel pays ? - Non, non, pas de politique, on va tous descendre (à l'autre réception).

## Fiche technique
- Titre : Vacances
- Titre original : Holiday
- Réalisation : George Cukor
- Scénario : Donald Ogden Stewart et Sidney Buchman d'après la pièce de théâtre éponyme de Philip Barry créée le 26 novembre 1928 au Plymouth Theatre, à New York.
- Photographie : Franz Planer
- Montage : Al Clark et Otto Meyer
- Musique : Sidney Cutner et Morris Stoloff
- Direction artistique : Stephen Goosson et Lionel Banks (associé)
- Costumes : Robert Kalloch
- Producteur : Everett Riskin
- Société de production : Columbia Pictures
- Sociétés de distribution : Columbia Pictures, Les Films Osso (France)
- Pays d'origine :  États-Unis
- Langue : anglais américain
- Format : Noir et blanc — 35 mm — 1,37:1 — Son : Mono (Western Electric Mirrophonic Recording)
- Genre : Screwball comedy
- Durée : 95 minutes
- Date de sortie :
  - États-Unis : 15 juin 1938

## Distribution
- Katharine Hepburn : Linda Seton
- Cary Grant (VF : Jean-Louis Faure) : John « Johnny » Case
- Doris Nolan : Julia Seton
- Lew Ayres : Edward « Ned » Seton
- Edward Everett Horton : Pr Nick Potter
- Henry Kolker : Edward Seton
- Binnie Barnes : Mme Laura Cram
- Jean Dixon : Mme Susan Elliott Potter
- Henry Daniell : Seton « Dopey » Cram

Et, parmi les acteurs non crédités :
- Leonard Carey : un invité à la fête
- Ann Doran : une servante en cuisine
- Howard C. Hickman : un homme à l'église

## Autour du film
- Vacances est le troisième des quatre films tournés par Cary Grant et Katharine Hepburn, les autres étant Sylvia Scarlett (1935), L'Impossible Monsieur Bébé (1938) et Indiscrétions (1940).
- Edward Everett Horton reprend le rôle du professeur Nick Potter, personnage qu’il incarnait déjà dans le film d’Edward H. Griffith, huit ans plus tôt.
- Le scénario est très proche de celui du film La Course de Broadway Bill de Frank Capra, sorti en 1934 . En effet, dans ces deux longs-métrages, un homme sans le sou se fiance (ou se marie) avec une riche héritière, mais il refuse la voie que son beau-père lui a tracée, rompt avec sa fiancée (ou son épouse) et s'éprend de sa jeune belle-sœur, mouton noir de la famille.